# William Gaddis

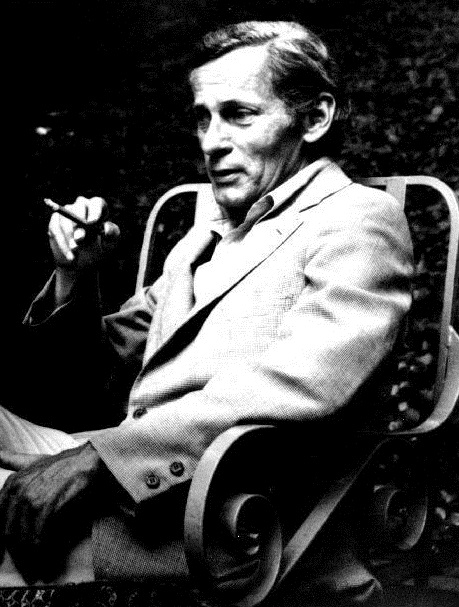
William Gaddis

William Thomas Gaddis (* 29. Dezember 1922 in New York City; † 16. Dezember 1998 in East Hampton, NY) war ein amerikanischer Schriftsteller.

## Leben und Werk
Gaddis gilt nicht nur als bedeutender Vertreter der experimentellen Erzählkunst, sondern zugleich als einer der wichtigsten amerikanischen Schriftsteller des 20. Jahrhunderts. Sein Erfolg stellte sich aber erst spät ein. Nach dem High-School-Abschluss begann er 1941 ein Literaturstudium an der Harvard University, die er aber nach vier Jahren wegen schlechten Benehmens verlassen musste. Nach dem Krieg ließ er sich in Greenwich Village nieder und arbeitete für die Zeitschrift The New Yorker sowie später als Dokumentarfilmer für die US Army.
1955 veröffentlichte er seinen ersten, mehr als tausend Seiten starken Roman The Recognitions (dt. Die Fälschung der Welt). Als Inspirationsquelle diente ihm der Kunstfälscher Han van Meegeren. The Recognitions wurde von den Kritikern verrissen und vom Publikum weitgehend verschmäht, doch entwickelte sich um den Roman eine kleine Kultgemeinde.
Erst 1975 erschien sein zweiter Roman, JR, in dem ein elfjähriger Junge ein milliardenschweres Finanzimperium aufbaut. Der von Larry Hagman gespielte Bösewicht in der Fernsehserie Dallas wurde nach ihm benannt. Für JR erhielt Gaddis 1976 einen ersten National Book Award; ein zweiter wurde ihm 1994 verliehen für seinen vierten Roman, A Frolic of his own (dt. Letzte Instanz), der die Absurditäten des amerikanischen Justizwesens zum Gegenstand hat.
Postum sind 2002 der „Roman“ – eher ein längerer Essay – Agapé Agape und ein Sammelband mit weiteren Texten erschienen. Die postume amerikanische Ausgabe seiner Briefe erschien 2013 und erweiterte die bisherigen biographischen Informationen über den Schriftsteller Gaddis.

## Ehrungen und Auszeichnungen
- 1976 National Book Award in der Kategorie Fiktion für JR[3]
- 1982 „Genius award“ der MacArthur Foundation
- 1989 Wahl in die American Academy of Arts and Letters
- 1992 Wahl in die American Academy of Arts and Sciences
- 1993 Lannan Literary Award für sein Lebenswerk
- 1994 National Book Award in der Kategorie Fiktion für A Frolic of His Own[4]

## Werke

### Bücher
- The Recognitions. Harcourt Brace, New York 1955
  - deutsch: Die Fälschung der Welt. Zweitausendeins, Frankfurt am Main 1998
- JR. Knopf, New York 1975
  - deutsch: JR. Zweitausendeins, Frankfurt am Main 1996, Neuauflage: Übersetzt von Klaus Modick und Markus Ingendaay; Deutsche Verlagsanstalt, München 2010, ISBN 978-3-421-04491-4
- Carpenter’s Gothic. Viking, New York 1985
  - deutsch: Die Erlöser. Rowohlt, Reinbek 1988
- A Frolic of His Own. Poseidon, New York 1994
  - deutsch: Letzte Instanz. Rowohlt, Reinbek 1996
- Agapé Agape. Viking, New York 2002
  - deutsch: Das mechanische Klavier. Goldmann, München 2003
- The Rush for Second Place. Essays and Occasional Writings. Penguin, New York 2002
  - Sonderausgabe in einem Band: Agapé Agape and Other Writings. Atlantic, London 2004
- Steven Moore (Hrsg.): The Letters of William Gaddis. Dalkey Archive, London 2013

### Hörspiel
- Torschlusspanik. Erstsendung: Deutschlandfunk, 13. März 1999[5]